# Micón
Micón, Micon el Joven de Atenas o Mikón (en griego, Μίκων), fue un pintor y escultor de la Antigua Grecia de mediados del siglo V a. C.
Estuvo estrechamente asociado con Polignoto de Tasos, con quien colaboró en múltiples trabajos como la decoración del Ανὰκειων, el templo de los Dioscuros, representando el retorno de los Argonautas. Siempre en colaboración con Polignoto decoró el templo de Teseo con escenas de su vida y, esta vez, también junto a Paneno, la Stoa Pecile del Ágora de Atenas, con pinturas de la batalla de Maratón y de la Amazonomaquia. También pintó en el Anaceón de Atenas.
A Micón, considerado un pintor de la emoción, del movimiento y de la atmósfera, se le atribuyen además una serie de innovaciones pictóricas, como la pintura de paisaje y su composición y superposición escenográfica. Su pintura mayor tuvo gran influencia posterior, sobre todo en la pintura de vasos.
Micón también fue escultor, al que le encantaba representar figuras de atletas y a quien se le atribuye una estatua del campeón olímpico Calias, ganador del pancracio en el 472 a. C.. 
Su hija fue la también pintora, Timarete.